# Резолюция Совета Безопасности ООН 1255
Резолюция Совета Безопасности ООН № 1255 — резолюция, единогласно принятая Советом Безопасности ООН 30 июля 1999 года после подтверждения  резолюции № 1225 (1999). Согласно данной резолюции, Совет Безопасности продлил мандат Миссии Организации Объединённых Наций по наблюдению в Грузии (МООННГ) до 31 января 2000 года.
Совет Безопасности подчеркнул неприемлемость отсутствия прогресса в вопросах, касающихся абхазского конфликта и важность соблюдения обеими сторонами прав человека в рамках общего политического урегулирования.
Согласно тексту резолюции, Совбез ООН требовал от обеих сторон «неукоснительного соблюдения» Московского соглашения о прекращении огня и разведении сил от 14 мая 1994 года, осудил продолжающиеся действия вооруженных групп, подвергающих опасности гражданское население и работников гуманитарных организаций, а также выразил «постоянную обеспокоенность» положением беженцев и перемещённых лиц, призвав Абхазию начать процесс возвращения беженцев, первоначально в Гальском районе. Тогдашнему Генеральному секретарю ООН Кофи Аннану было предложено в течение трех месяцев представить доклад об осуществлении нынешней резолюции.
ООН считает необходимым достижение сторонами политического урегулирования, которое включает урегулирование политического статуса Абхазии в составе Грузии при «полном уважении» суверенитета и территориальной целостности Грузии в рамках её международно признанных границ. Организация признала нелегитимными проведение президентских выборов в Абхазии.